# Сульфат алюминия-рубидия
Сульфат алюминия-рубидия — неорганическое соединение, смешанная соль алюминия, рубидия и серной кислоты с формулой RbAl(SO4)2,
белые гигроскопичные кристаллы, 
растворимые в воде,
образует кристаллогидрат — алюморубидиевые квасцы.

## Получение
- Совместная кристаллизация сульфатов рубидия и алюминия:

{\displaystyle {\mathsf {Rb_{2}SO_{4}+Al_{2}(SO_{4})_{3}+24H_{2}O\ {\xrightarrow {\ }}\ 2RbAl(SO_{4})_{2}\cdot 12H_{2}O}}}

## Физические свойства
Сульфат алюминия-рубидия — белые гигроскопичные кристаллы, растворимые в воде.
Из водных растворов выделяется в виде кристаллогидрата RbAl(SO4)2•12H2O — бесцветных кристаллов кубической сингонии, 
пространственная группа P a3, 
параметры ячейки a = 1,2245 нм, 
температура плавления 99°С (в собственной кристаллизационной воде).

## Химические свойства
- Разлагается при сильном нагревании:

{\displaystyle {\mathsf {4RbAl(SO_{4})_{2}\ {\xrightarrow {800^{o}C}}\ 2Rb_{2}SO_{4}+2Al_{2}O_{3}+6SO_{2}+3O_{2}}}}
- Водные растворы имеют кислую реакцию из-за гидролиза по катиону алюминия:

{\displaystyle {\mathsf {[Al(H_{2}O)_{6}]^{3+}+H_{2}O\ \rightleftarrows \ [Al(H_{2}O)_{5}(OH)]^{2+}+H_{3}O^{+}}}}